# Richard Euringer
Richard Euringer, anche noto con lo pseudonimo Florian Ammer (Augusta, 4 aprile 1891 – Essen, 29 agosto 1953), è stato uno scrittore e poeta tedesco.

## Biografia
Prese parte alla prima guerra mondiale come pilota, e nel primo dopoguerra svolse vari lavori, tra cui comandante in una scuola di pilotaggio, impiegato in banca e falegname. Fu tra i primi membri del Partito Nazista e nel 1931 iniziò a collaborare con il quotidiano nazista Völkischer Beobachter.
Debuttò come scrittore con alcuni romanzi di ambientazione bellica, e raggiunse il successo nel 1933 con il radiodramma Deutsche Passion. Nel 1934 fu nominato membro della Camera della Letteratura del Reich e del comitato consultivo della Camera della Radio del Reich. Fu il principale teorico e autore del genere Thingspiel.